# Contea di Fresno
La contea di Fresno, in inglese Fresno County, è una contea dello Stato della California, negli Stati Uniti. La popolazione al censimento del 2000 era di 799 407 abitanti. Il capoluogo di contea è Fresno.

## Geografia fisica
La contea si trova nella parte centrale della California, nella regione della Central Valley, a sud di Stockton ed a nord di Bakersfield. L'U.S. Census Bureau certifica che l'estensione della contea è di 15585 km², di cui 15443 km² composti da terra e i rimanenti 142 km² composti di acqua. Il territorio è prevalentemente pianeggiante, ma si innalza verso est nella Sierra Nevada e verso ovest dove inizia la Catena Costiera. I fiumi principali sono il Kings e il San Joaquin.
Nella contea si trovano diverse aree protette e parchi, tra cui il parco nazionale di Kings Canyon e la foresta nazionale di Sequoia.

### Contee confinanti
- Contea di Madera - nord
- Contea di Mono - nord-est
- Contea di Inyo - est
- Contea di Tulare - sud-est
- Contea di Kings - sud
- Contea di Monterey - sud-ovest
- Contea di San Benito - ovest
- Contea di Merced - nord-ovest

## Storia
I primi abitanti dell'area sono gli Yokut, poi arrivarono anche i nativi Mono. La contea di Fresno venne costituita nel 1856 da parte dei territori delle contee di Mariposa, Merced e Tulare. La contea prese questo nome per il gran numero di alberi di frassino (in spagnolo appunto fresno) presenti nell'area.

## Infrastrutture e trasporti

### Principali strade ed autostrade
- Interstate 5
- California State Route 33
- California State Route 41
- California State Route 43
- California State Route 63
- California State Route 99
- California State Route 145
- California State Route 168
- California State Route 180
- California State Route 198
- California State Route 201
- California State Route 269

## Comuni
La contea ospita 15 cities:
| - Clovis - Coalinga - Firebaugh - Fowler - Fresno (capoluogo) - Huron - Kerman - Kingsburg | - Mendota - Orange Cove - Parlier - Reedley - San Joaquin - Sanger - Selma |

### Census-designated places[7]
| - Auberry - Big Creek - Biola - Bowles - Calwa - Cantua Creek - Caruthers - Centerville - Del Rey - Easton - Fort Washington - Friant - Lanare - Laton - Malaga | - Mayfair - Millerton - Minkler - Monmouth - Old Fig Garden - Raisin City - Riverdale - Shaver Lake - Squaw Valley - Sunnyside - Tarpey Village - Three Rocks - Tranquillity - West Park - Westside |